# Rimóc
Rimóc é um município da Hungria, situado no condado de Nógrád. Tem 29,25 km² de área e sua população em 2015 foi estimada em 1.844 habitantes.